# Musique régionale mexicaine
Sous-genres
Mariachi, ranchera, norteño, banda, grupero, duranguense, musique tejana, banda sinaloense, norteño-sax, sierreño, jarocho, son huasteco, huichol, conjunto de arpa grande, conjunto calentano, marimba chiapaneca, jarana yucateca, musique du Nouveau-Mexique, tamborazo, musique country en español
Genres dérivés
Technobanda
Musique régionale mexicaine (anglais : Regional Mexican Music ou Regional Mexican, espagnol : Música regional mexicana ou Regional mexicano), est une expression et catégorie fourre-tout permettant aux médias du Mexique et des États-Unis de désigner toutes les musiques dont les racines proviennent des musiques régionales, rurales ou folkloriques mexicaines. 
Aux États-Unis cette étiquette englobe les genres suivants : mariachi, ranchera, norteño, banda, duranguense. La Recording Industry Association of America y inclut également la tex-mex. Au Mexique, elle comprend aussi la banda sinaloense, le norteño-banda, le norteño-sax, le sierreño, le sierreño-banda, le jarocho, le son huasteco, la musique huichol, le conjunto de arpa grande, le conjunto calentano, la marimba chiapaneca, la jarana yucateca, le grupero, la musique du Nouveau-Mexique, le tamborazo, la technobanda, le tierra caliente, le rock agropecuario et la musique country en español. 

## Sous-genres principaux

### Mariachi
La mère de toutes les musiques régionales mexicaines qui a été portée par certains ensembles au rang de musique classique. Elle constitue le symbole le plus internationalement connu de la musique et de la culture mexicaine. Aux États-Unis, elle a été rendue populaire par Linda Ronstadt qui avait enregistré, en 1987, une collection de ballades mexicaines que son père aimait écouter.
Le processus de création du Mariachi est semblable à celui qui a produit la Cumbia parce qu'il a combiné des éléments qui proviennent des musiques amérindiennes, africaines et européennes. La petite ville de Cocula, dans l'état de Jalisco, est réputée avoir été le « Berceau du Mariachi » (en espagnol « La Cuna del Mariachi »). C'est là, qu'à la fin du XVIIe siècle, les amérindiens de l'ethnie Coca en auraient créé la base rythmique comme une expression de l'adoration qu'ils vouaient à la « Vierge du Pilier » (en espagnol « Virgen del Pilar ») qu'ils ont réutilisée pour l'intégrer à la musique qu'ils interprétaient dans leur travail ou pour leurs distractions. Ce sont eux aussi qui ont substituè la Vihuela au Luth, et le guitarrón à la Contrebasse que l'on utilisait dans la musique d'église,.
Ce style musical a été progressivement adopté dans l'ensemble de la région et il est devenu une composante obligatoire de toutes les festivités. À la fin du XIXe siècle, plusieurs groupes de Mariachis se font connaître d'abord à Cocula et dans sa voisine Tecalitlán. Pendant les dernières années du Porfiriat, tout ce qui est français et de manière générale, européen, est à la mode au Mexique. La musique des Mariachis y est considéré comme inférieure et de basse qualité. La Révolution mexicaine change cette perception et la rend populaire. Le costume des mariachis qui est l'une des principales caractéristiques du genre et qui fait l'objet d'un code vestimentaire assez strict, a été adopté par l'orchestre de Cirilo Marmolejo au début du même ensemble au début du XXe siècle. Le succès en est tel que tous les orchestres du genre l'on adopté. La même formation introduit, pendant les années 1930, la trompette dans ses interprétations.
Le mariachi rejoint le sommet de la pyramide culturelle au cours des campagnes électorales de Lázaro Cárdenas qui se fait accompagner, dans tout le pays, par le Mariachi Vargas de Tecalitlán. Dans les années qui suivirent, les  « films de cowboys » (en espagnol : « peliculas rancheras ») en consacrent la popularité.

### Norteño
Par sa diversité et par l'ampleur de son audience, le norteño est le principal genre de la musique régionale mexicaine, et sa capitale est Monterey. Son histoire est parallèle à celle du tex-mex qu'il a quasiment, aujourd'hui, dévorée, et ressemble, par de nombreux aspects, à celle de la musique country américaine encore que ces deux univers musicaux ont développé des techniques musicales et des répertoires qui en sont fortement différents.
On pense que les origines lointaines du norteño proviennent d'une tradition de musiques de fêtes basées sur la guitare et le violon, qui existait déjà à l'époque de la vice-royauté de Nouvelle Espagne et qui s'est abondamment développée dès l'indépendance du Mexique.

### Grupero
Fin 1993, à Mexico, les experts des médias en musique, décident de baptiser comme « gruperos » tous les genres populaires connus au Mexique dont l'origine est mexicaine ainsi que les groupes et les chanteurs que les radios présentaient précédemment comme « romantiques », les formations de musique norteña, de tex-mex, aux formations de musique tropicale à toutes sortes de groupes. L'État de Sinaloa est l'un des berceaux de la musique grupera, à la fin du XIXe siècle, quand un certain nombre d'artistes ont décidé d'interpréter des compositions qui incorporaient des sons et des rythmes, comme ceux de la polka, que les migrants, allemands et tchécoslovaques, avaient rendus populaire. La musique grupera contemporaine est aussi fortement redevable au rock 'n' roll et à la Cumbia dont les formations jouèrent le rôle de précurseurs dans les années 1960 et 1970.
Dans les années 1990, cette musique a gagné en dynamique et en visibilité grâce à des groupes et des musiciens légendaires qui l'ont répandu dans l'ensemble du continent, comme les groupes Los Tigres del Norte et Bronco. Son succès est aussi dû au fait qu'à la même époque, des labels comme Fonovisa ont parié sur la popularité de cette musique auprès des Américains de langue espagnole ou d'origine mexicaine, et des travailleurs mexicains installés aux États-Unis. La ville de Monterey a été le principal centre de développement du genre, même s'il recouvre aujourd'hui aussi des musiques qui sont devenues populaires surtout à Mexico.
La musica grupera reste désormais une catégorie un peu fourre-tout qui recouvre une grande quantité de représentants de la musique régionale mexicaine dont les œuvres incorporent des éléments qui proviennent d'autres univers musicaux comme la Cumbia, la Ballade Pop, la Salsa, la Bachata et d'autres musiques tropicales, et qui souvent combinent l'un de ces styles avec des éléments des musiques électroniques comme dans le cas du tribal. Par certains aspects, elle recouvre partiellement plus qu'elle n'est incluse dans la musique régionale mexicaine,.

## Aspects sociaux

### États-Unis
Au début des années 1990, de nombreuses stations de radio américaines ont cessé de diffuser des morceaux qu'elles classaient alors sous les étiquettes « pop en langue espagnole » ou « música romántica », et les ont remplacées par des créations qui provenaient des musiques régionales mexicaines. Ces stations ont vu leur audience augmenter et la musique régionale mexicaine a rapidement surpassé, en termes de taux d'écoute, les autres genres musicaux en langue espagnole.
Ces radios diffusent un mélange de musiques régionales mexicaines, principalement du norteño, de la banda et de la ranchera qui d'une part reflètent les goûts des auditeurs en fonction de leur genre et de leur âge, et qui d'autre part, tend à reposer sur une représentation des mexico-américains et plus largement des latino-américains, définie par les services de communication des sociétés qui concentrent la propriété des émetteurs de radio, qui ne coïncide pas toujours vraiment avec celle de ceux qui les écoutent. Les résidents mexicains aux États-Unis et les Américains d'origine mexicaine constituent des groupes dont la composition, en termes d'âge, de statut économique, de durée du séjour, de région d'origine au Mexique, varient d'une communauté à une autre et d'un état à un autre.
Les animateurs des radios locales jouent un rôle clé dans l'adaptation des paramètres de la diffusion de la musique régionale mexicaine à la réalité sociétale locale. Ils adaptent une identité « mexico-américaine », définie à l'échelle nationale, aux désirs de consommation et à l'expérience de l'audience locale. Ils contribuent à mitiger, quoique temporairement, le fait de ressentir d'être Mexicain dans un environnement américain qui reste fréquemment hostile à leur égard.